# Magyar Fotográfiai Múzeum
A Magyar Fotográfiai Múzeum Magyarország első speciálisan a fotográfia, fotóművészet bemutatására, a munkák szervezett őrzésére és tárolására szolgáló intézmény és egyben az első hazai, alapítványi fenntartású múzeum is. 1991-ben avatták fel Kecskeméten, fenntartója a Magyar Fotográfiai Alapítvány.
A múzeum többek között dagerrotípiákat – az első 1840-ben készült –, ill. több százezer pozitívot és negatívot őriz. Emellett dokumentumok, fényképezőgépek, fotós felszerelési tárgyak, laboratóriumi eszközök is gazdagítják a gyűjteményt.

## Története
Első ízben 1861-ben vetették fel a magyar fotográfusok, hogy szükség lenne a munkák szervezett őrzésére, tárolására. Majd 1881-ben Veress Ferenc, a szakma első szaklapjának alapítója a Budapesti Hírlapban fogalmazta meg egy budapesti fényképészeti országos, állandó kiállítás életre hívásának fontosságát. Majdnem száz évvel később, 1989-ben a Magyar Fotóművészek Szövetségének elnöke, Katona István a televízió nyilvánosságához fordult az értékes gyűjteményük siralmas tárolási körülményei miatt, mivel azok addig a szövetség budapesti székházában szekrényekben, hozzáférhetetlen helyeken halmozódtak. Ekkor ajánlotta fel a Bács-Kiskun megyei és a kecskeméti városi tanács a kecskeméti régi ortodox zsinagógát egy fotográfiai múzeum céljára.
Az intézmény arról is nevezetes, hogy az ország legelső alapítványi fenntartású múzeuma. A múzeumot működtető Magyar Fotográfiai Alapítványt a szövetség kezdeményezte azzal a céllal, hogy megmentsék a művészeti szempontból fölbecsülhetetlen értékű fényképeket, negatívokat, műtárgyakat. Az intézmény első igazgatója, Kincses Károly vezetésével olyan szakmai bázist alakítottak ki, amelyben szakszerűen őrzik, védik, dolgozzák fel és tárják a nyilvánosság elé többek közt állandó és időszaki kiállítások keretében, ill. kiadványokban a magyar fotótörténet értékes, érdekes anyagait. Indulásakor százezer műtárggyal, dokumentummal rendelkezett a gyűjtemény. A múzeum törzsanyagának gyűjtését a Magyar Fotóművészek Szövetsége 1958-ban kezdte el.
Az első nyilvános tárlatot 1992 márciusában Kecskeméten tartották, Simonyi Antal kecskeméti születésű fotográfus munkáiból. A 2006-ra 1 millió 142 ezer képpel rendelkező múzeum Kincses Károly és Kolta Magdolna irányítása alatt, önkormányzati és központi költségvetési támogatás nélkül nemzetközileg ismert műhellyé vált, majd 2006-ban Baki Péter vette át a vezetését.
A múzeum szakszerű tudományos munkát végez. Szokásos múzeumi szolgáltatásai mellett hiteles másolatok készítésével, restaurálással, fotók vásárlásával, árusítással és értékbecsléssel is foglalkoznak. Könyvtára, adattára és a fényképgyűjteménye a kutatóknak is rendelkezésére áll.
2006 óta a múzeumi tevékenység mellett részt vesz egy 2003-ban indult internetes szakmai portál működtetésében is fotoklikk.eu webcímen, ennek a fotó-, és videográfiai archívumnak és a közösségi portálnak a fenntartója a Kincses Károly által 2006-ban alapított FotoKlikk a Fotográfiáért Közhasznú Alapítvány.
A 2024-es adatok szerint immár mintegy hétszázezer műtárggyal, magyar és egyetemes értékekkel bíró múzeum 2025-től a Szépművészeti Múzeum új tagintézményeként, Nemzeti Fotóművészeti Múzeum néven működik Budapesten.

## Épületei

### Kecskeméti
Az 1991-ben megnyílt múzeum első otthona Kecskemét egykori ortodox zsinagógája volt. Korábban a Bajcsy-Zsilinszky utca, Katona József tér betorkollásánál található telek eredeti állapotában fésűs beépítésű volt. 1890-ben az itt álló oromfalas épületet Loth István (ifj. Bíró István építőmesterrel) alakíttatta át és nem sokkal ez után a Loth-féle, „Ét- és Táncterem a Pistához” címzett vendéglő működött benne a Mezei utca 4. szám alatt. Majd 1918-ban épült meg a szabadon álló, egyemeletes téglalap alaprajzú szecessziós épületegyüttes.

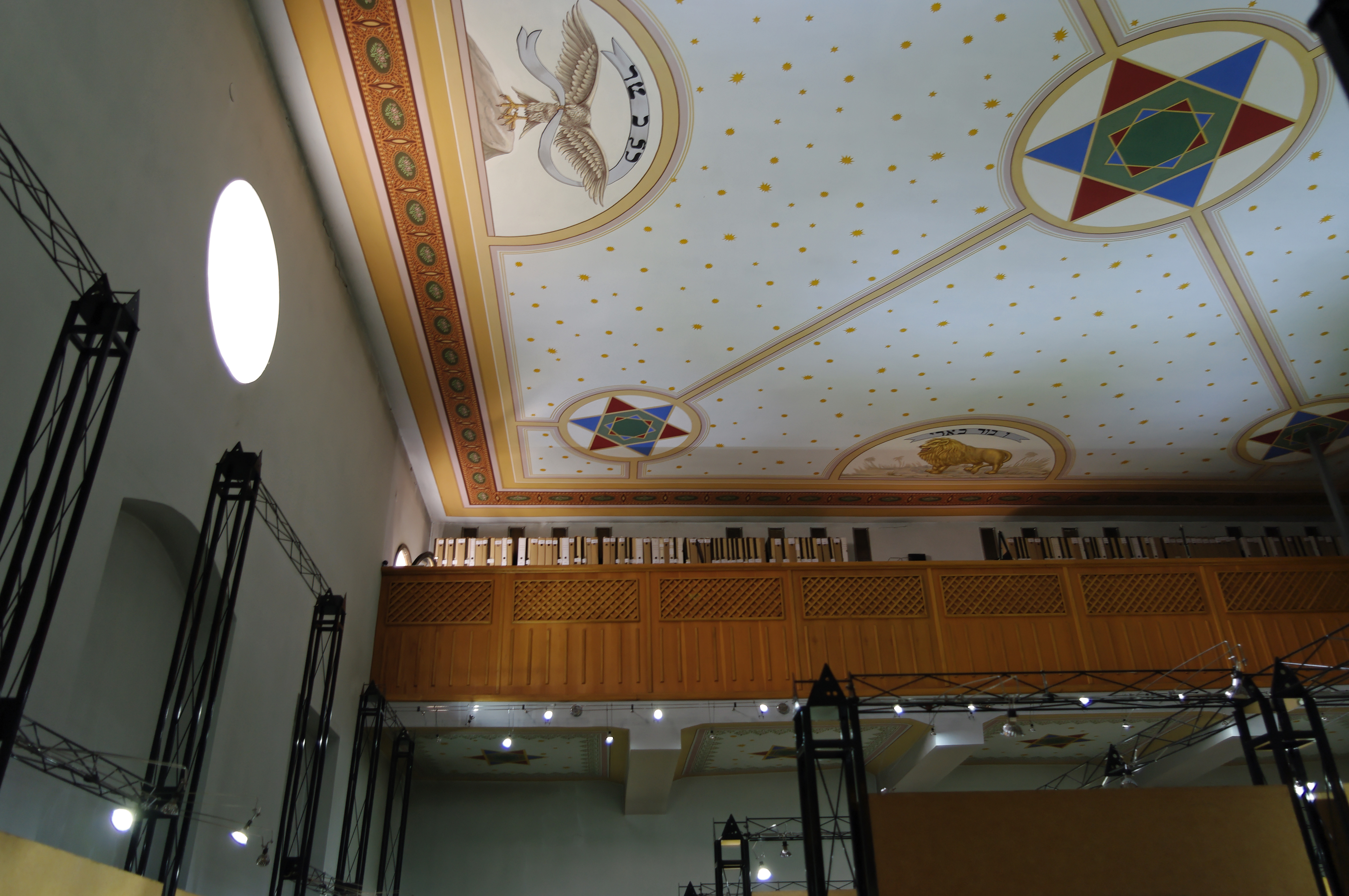
Az egykori zsinagóga mennyezete^{2010}

Mivel az 1917-ben külön vált, az ortodox zsidóságot tömörítő ortodox imaházi egyesületnek az őszi nagy ünnepek alkalmával saját templom híján bérelniük kellett imahelyet, így ezt az épületet 1918-ban megvásárolta az ortodox hitközség s még abban az évben átalakíttatta zsinagóga céljára. A hagyományaikhoz híven ragaszkodó ortodoxok helyszínválasztására az épület jó helyszíni adottsága, központi fekvése adhat magyarázatot. Ekkor a női karzat megépítése során a volt tánctermet megmagasították, amihez az épület mögötti fedett falépcső vezetett. A férfi bejárat az utcára merőleges homlokzatra került. A 141,5 négyzetméteres teret keleti irányban, körülbelül négy méter magasságban három oldalról galériával vették körül, csak a tórafülkét is tartalmazó falat nem. A kivitelezést Kiss Mihály helybeli lakos vezette.
A zsinagóga és az utcafront közötti részt üzletekkel építették be, amit a hitközség tagjai használhattak, béreltek. Födémének alsó síkját eredetileg levéldíszek keretezték, közepén a Dávid-csillagba behelyezett, közismert nyolcszög-motívummal. A mennyezet dekoratív állatábrázolásai a héber feliratokkal a Talmudban olvasható példázatokat, az Atyák mondásainak allegóriáit jelenítették meg. 1944-ben itt volt a helyi zsidóknak az egyik gyűjtőhelye. A hitközség taglétszáma 5-6 főre csökkent. A hitközség kegytárgyai, a zsinagóga összes felszerelései Budapestre kerültek.
A második világháború után többféle célra használták, üzletek, raktárhelyiségek voltak benne, amíg veszélyessé nem nyilvánították, majd sokáig üresen állt. 1987-ben, a szecessziós freskó megóvása érdekében a tető és a karzati födémkonzolok közötti mennyezet festéseit műemlék jellegűnek nyilvánították. 1989-ben kezdték először renoválni, az első tervek szerint (1987) még bábszínház nyílt volna a Katona József tér és a Bánk bán utca találkozásánál található épületben.
A kis, régi ortodox zsinagógát a Bács-Kiskun megyei és a kecskeméti városi tanács 1989-1990-ben ajánlotta fel múzeum céljára, mivel Katona József születésének kétszázadik évfordulójára készült a város, a szülőháza körzetében található műemlék jellegű épület pedig felújításra szorult. Az eredeti tervek szerint ezért egy sétány kötötte volna össze a Katona József-emlékházzal. Az újjáépítés 1990 nyarán kezdődött meg a megyei tanács és a szövetség több mint 35 millió forintos közös beruházásaként. A zsinagóga felújításához 16—17 millió forinttal járult hozzá a Bács-Kiskun Megyei Tanács, tízmilliót adott az illetékes minisztérium és négymilliót az Országos Műemléki Felügyelőség. Előbb lebontották, majd részben visszaépítették, a díszítőfestést nagyjából rekonstruálták. Az épületegyüttes középső tömbje és az északi telekhatára között az új funkciónak megfelelő új beépítés található. Az egykori zsinagógai térből lett a kiállítóterem, a karzat pedig a könyvtár és a kutatóhely.
Az épület udvari homlokzatán emléktábla áll a második világháború zsidó áldozatainak nevével.

### Budapesti
2024-es döntés értelmében a múzeum állandó otthona 2025-ben átkerül Budapestre, a Városliget kapujában levő, korábban irodaépületként funkcionáló egykori Klösz-villába, amit a Szabó Andráshoz köthető Resonator Kft.-től vásárolt meg a Liget Budapest Projekt égisze alatt a Városliget Zrt. Klösz Györgynek, a magyar városfotózás úttörőjének a Városliget fasor 49. címen álló egykori villája méltó otthonául szolgálhat a múzeum gyűjteményének.

## Igazgatói
- Kincses Károly 1991–2006
- Baki Péter 2006–